# 한성옥
한성옥(1957년 3월 11일 ~ )은 대한민국 일러스트레이터이다. 2001년 그림책 <시인과 여우(Basho and the Fox)>로 이르마제임스블랙상(Irma S. & James H. Black Honor Book for 2001)에 선정되었으며 2005년에 <나의 사직동>으로 볼로냐 도서전 올해의 일러스트레이터에 선정되었다. 대표작으로 <시인과 여우>, <나의 사직동>, <행복한 우리가족>, <흔들린다> 등이 있다.

## 생애
한성옥은 대한민국 서울에서 출생하고 자랐으며 이화여자대학교에서 서양화를 전공했다. 대학을 다니던 1970년대에 도시 빈민 공동 육아 교사 양성 야학에 참여하게 되었고  이야기를 담아내는 일러스트레이션의 세계에 관심을 갖게 되었다. 결혼과 함께 1983년 미국에 건너가 뉴욕의 FIT(Fashion Institute of Technology)에서 일러스트레이션 학사 과정을, SVA(School of Visual Arts)에서 석사 과정을 마쳤다. 석사과정 중에 한국의 문화와 해학의 정서를 담은 전래 동화 <황노인과 금 돼지(Sir Whong and the Golden Pig)>를 작업하였고 이 책으로 펭귄출판그룹 계열사 Dial과 첫 계약을 하면서 그림책작가의 길로 들어서게 되었다. 1996년에 갑작스러운 어머니의 소천으로 귀국한 후 대학에서 학생들을 가르치며 그림책 작가, 아트디렉터, 기획자 등으로 일해왔다. 현재 어릴 때부터 60여년 살았던 동네에서 남편과 살고 있다.

## 커리어
한성옥이 미국에서 출간한 첫 그림책<황노인과 금 돼지>는 미국 초등학교 교재로 선정되었다. 이 후 출간한 ‘바쇼 시리즈’는 그녀가 한국에 정착한 후 2000년에 출판사 Cavendish에서 의뢰를 받아 하게 된 작업이었다. <시인과 여우>는2001년에 이르마제임스블랙상(Irma S. & James H. Black Honor Book for 2001)에 선정되었으며 뉴욕 타임스 베스트설러 목록에도 올랐다. 2002년 도심재개발사업으로 동네가 없어지게 되는 현실을 앞두고 작업을 시작한 자전적 그림책 <나의 사직동>은 2005년 볼로냐 도서전 올해의 일러스트레이터에 선정되었다. 그녀는 2002년 <수염할아버지>, 2004년<나의 사직동>으로 두 차례 한국 어린이 도서상 문화관광부장관상을 받았다. 한성옥은 기획자와 아트디렉터로도 활동하였는데 보림 출판사에서 아트디렉터로 근무했고 2009년 볼로냐 도서전 한국 주빈국 전시 큐레이팅과 아트디렉팅을 담당했다. 기획한 시리즈로<우리 땅 우리 아이> <다정해서 다정한 다정씨>등이 있다.

## 스타일
한성옥은 다양한 기법을 사용하여 작업한다. 2001년 출간한 <시인과 여우>에서 미국 작가 팀 마이어스(Tim J. Myers)의 생동감 있는 글에 한성옥은 동양화의 여백을 살리고, 일본의 사계를 일본 판화를 연상시키는 섬세한 수채화로 표현했다. <수염 할아버지>에서는 만화 형식을 응용한 그림으로 표현하여, 숨은 그림 찾기처럼 할아버지의 이모저모를 살펴볼 수 있다. 2003년 그림책 <나 의 사직동>에서는 다큐멘터리적인 사실감을 살린 그림으로 실제 사직동 풍경과 그것에 사는 사람들을 사진 촬영한 뒤에 연필과 수채화로 리터치 작업을 하였다. 사진이 주는 객관성과 연필선과 수채화의 섬세함이 절묘하게 어울린다. 그녀는 전달하려는 주제와 내용에 따라 표현 방식을 일단 열어 놓고 탐색한다고 한다. 상황과 여건에 따라 옷차림을 달리하듯 주제, 내용, 대상 독자 등에 따라 적절하게 어울릴 표현 방식을 찾고 이거다 싶으면 설령 방법이 낯설지라도 습득하면서라도 도전해보려고 노력한다. 같은 표현 방식을 반복하는 것은 그녀에게는 무척 지루한 일이라고 한다.

## 주요 경력
- 2019년 NAMI CONCOUR 국제심사위원[2]
- 2017년 NAMI CONCOUR 국제심사위원[3]
- 2016. 6 ~2020. 2 그림책협회 초대회장
- 2016 한.불 수교130주년 파리도서전 한국 주빈국 대표작가[4]
- 2009 볼로냐 도서전 한국 주빈국 전시 ‘Round and Round in a circle’ 큐레이터 및 아트디렉터
- 2006~2008 보림 출판사 아트디렉터 역임
- 1995~2011 이화여자대학교, 국민대학교, 상명대학교, 인제대학교에서 강의

## 수상
- 2005 볼로냐 도서전 올해의 일러스트레이터에 선정, <나의 사직동>[5]
- 2004 제46회 미국 일러스트레이터 협회상, <시인과 요술 조약돌>[6]
- 2001 이르마제임스블랙상 (Irma S. & James H. Black Honor Book for 2001) 선정, <시인과 여우>[7]
- 2002년 <수염할아버지>,한국 어린이 도서상 문화관광부 장관상[8][9]
- 2004년<나의 사직동> 한국 어린이 도서상 문화관광부장관상[10]

## 작품
- 2012 날아라 현수야 (웅진 주니어) ISBN 978-8901146409
- 2009 기분이 좋아요 (천둥거인) ISBN 978-8990025661
- 2006 행복한 우리가족 (문학동네어린이) ISBN 978-8954601375
- 2005 아주 특별한 요리책 (보림) ISBN 978-8943305734
- 1998 우렁각시 (보림) ISBN 978-8943302603

### 협업작품
- 2017 <흔들린다>(작가정신) 함민복(글) ISBN 979-1160266580
- 2016 <다정해서 다정한 다정 씨>(사계절) 윤석남(글) ISBN 978-8958289463
- 2011 K is for Kabuki (Sleeping Bear Press) Gloria Whelan (Author), Jennifer Nolan (Author) ISBN 978-1585364442
- 2010 <함께 걷는 길> (웅진주니어) 김서정(글) ISBN 978-8901114101
- 2009 <이 세상에 태어나길 참 잘했다> (어린이작가정신) 박완서(글) ISBN 978-8972889397
- 2007 The Brother Who Gave Rice (Hampton-Brown) Dori Jones Yang (Author) ISBN 978-0736224925
- 2007 <나무는 알고 있지> (보림) 정하섭(글) ISBN 978-8943307073
  - 2021 중국 树知道 (Guangxi Normal University Press) ISBN 978-7559839572
  - 2009 프랑스 LES ARBRES SAVENT (Bayard) ISBN 978-0115805509
  - 2010 대만 樹知道 (Tao Sheng Publishing House) ISBN 978-9866735967
- 2005 <두로크 강을 건너서> (웅진주니어) 김서정(글) ISBN 978-8901048529
- 2004 <시인과 요술 조약돌> (보림) 김서정(역) ISBN 978-8943305475
  - 2004 Basho and the River stones (Cavendish Square Publishing) Tim J. Myers (Author) ISBN 978-1477816820
- 2003 <나의 사직동> (보림) 김서정(글) ISBN 978-8943305093
  - 일본 わたしの社稷洞 (Artone) ISBN 978-4901006873
- 2001 <수염할아버지> (보림) 이상교(글) ISBN 978-8943304553
- 2001 Peter and the Wolf (McGraw-Hill School Division) Sergei Prokofiev (Author), Adapted by Jefferson Mills (Author) ISBN 978-0021851812
- 2001 <시인과 여우> (보림) 김서정(역) ISBN 978-8943304546
  - 2000 Basho and the Fox (Cavendish Square Publishing) Tim J. Myers (Author) ISBN 978-0761450689
- 1996 Kongi and Potgi ( Dial Books- a Division of Penguin Books USA Inc) Stephanie Haboush Plunkett (Adapter) ISBN 978-0803715721
- 1994 Miami- Nanny Stories (Tambourine) Linda Milstein (Author) ISBN 978-0688111526
- 1993 Antonio’s Lucky Day (Scholastic) JOE HAYES (Author) ISBN 978-0590728829
- 1993 <황노인과 금 돼지 Sir Whong and the Golden Pig> (Dial Books-a Division of Penguin Books USA Inc) Stephanie Plunkett (Author) ISBN 978-0803713444